# Strongylodon loheri
Strongylodon loheri är en ärtväxtart som beskrevs av Huang. Strongylodon loheri ingår i släktet Strongylodon och familjen ärtväxter. Inga underarter finns listade i Catalogue of Life.